# L'ocell de foc (Emili Teixidor)
L'ocell de foc és una de les primeres novel·les infantils i juvenils de l'escriptor Emili Teixidor i Viladecàs que esdevindrien clàssics d'aquest gènere. Publicada per primer cop l'any 1972 per l'Editorial Laia, La novel·la està ambientada a la Catalunya antiga a l'edat mitjana a inicis del segle xiii, en la infantesa del Jaume I el Conqueridor i durant la croada albigesa. A la novel·la també s'esmenten personatges històrics com Simó IV de Montfort, Pere el Catòlic i Ramon Roger Trencavell. L'ocell de foc ha esdevingut, al llarg de múltiples edicions, un dels llibres més llegits de l'autor. Les peripècies històriques de la minyonia del rei Jaume I d'Aragó i la lluita contra els càtars, l'amenitat literària dels joglars, trobadors i poetes com Cerverí de Girona i Jaume Roig, La Cançó de Croada o les poesies escrites expressament per a aquest llibre per Miquel Martí i Pol i Jaume Vidal i Alcover, l'humor, la fantasia, els misteris. Una obra de lectura apassionant com una novel·la d'aventures, divertida com un joc intel·ligent.
Les aventures sorprenents de l'Ocell de Foc, un noi la identitat del qual ha restat rigorosament amagada, ens faran viatjar pel temps de la infantesa de Jaume I i la croada contra els càtars, per castells, camins i monestirs, en companyia de joglars i trobadors, dames i cavallers, saltejadors i bruixots, entre el perfum suau de l'amor cortès i la fortor de la pesta.

## Argument
Un joglaret principiant d'uns onze anys d'edat anomenat Ocell de foc recorre el món amb els joglars el Cec de Cabrera, el Cavaller Salvatge i Soldadera sense saber on viure ni qui és. Quan es planteja la seva identitat ha de marxar i cercar protecció del prior del monestir de Sant Benet de Bages, Berenguer de Foix. Al llarg del llarg viatge per Provença descobreix la història del jove rei Jaume el Conqueridor i la lluita contra els càtars, l'ofici dels cavallers i la vida dels monestirs.

## Temes
Com que l'obra està ambientada a l'època medieval, hi predominen els elements feudals i trobadorescs. Així, el llibre s'hi poden trobar cançons de trobadors i joglars i s'hi descriuen fets com la croada albigesa, la pesta negra, la vida dels monjos dels monestirs i dels bruixots, entre d'altres. També hi són presents la temàtica amorosa, l'amistat, la fidelitat, la traïció, l'afany de superació i la recerca de la pròpia identitat.

## Personatges
- Ocell de foc: protagonista de la història. És un joglar principiant que somia que les seves obres seran cantades arreu del món. Al final del llibre es descobreix la possibilitat que es converteixi en un cavaller que va cantant les seves gestes. A l'obra es descriu breument el seu físic, te uns onze anys i els seus cabells són més clars en comparació amb vailets de la seva edat i també els seus ulls, té la cara pigada sobretot el nas i les galtes. És un joglar novell, el joglaret de la colla del Cec de Cabrera, és el jove de la colla, pigall del cec de cabrera, del que és els seus ulls i passes. Diuen que el van trobar al bosc, petit petit, embolcallat amb teles de seda i llana fina, dessota d'un roure i que la Soldadera li havia fet de Dida. Te uns onze anys i es fa moltes preguntes ja que passa de ser un infant a noi jove. El seu nom ve del foc i els cremats de Carcassona. Finalment descobreix que és fill d'Aicart de Carcassona, un trobador.
- Cec de Cabrera: mestre joglar de l'Ocell de foc, que li serveix de pigall. Es va quedar cec quan la ciutat on es trobava va ser presa pels francesos. És un trobador del noble Ramon Roger Trencavell.Prové del vescomtat de Cabrera, una jurisdicció feudal del Principat de Catalunya regida pel llinatge dels Cabrera provinents del castell de Cabrera (l'Esquirol).Abans de quedar cec es deia Guiu de Cabrera i havia acceptat fer-se càrrec de l'educació de l'ocell de foc, abans de perdre la vista al Castell de Bram.
- Roc Destraler: És un famós lladre de camins oportunista. Un home d'uns 30 o 40 anys Semblava un pòtol o captaire. Tenia un parlar rialler i un caminar confiat. Era alt, ben plantat, massís i bru. La cabellera llarga i negra, cenyida al cap per un mocador blau. Te la cara marcada; va ajudar l'Ocell de foc a escapar dels homes del vescomte de Peguera i després els el va lliurar als monjos del monestir de Sant Benet de Bages (on l'Ocell de foc va estar fora de perill) a canvi d'una recompensa.
- Cavaller Salvatge: un soldat encarregat de protegir l'Ocell de foc, amb qui viatjava. És alt i forçut amb un vestit morat i el capell de plomes virolades. És un domador que mostra bèsties ensenyades, actualment un ós anomenat Ós de l'Infern tot i que abans ho era d'un cavall blanc que se li va morir d'esgotament, es converteix en l'acròbata del grup mentre compleix la seva ordre.
- Ós de l'Infern : ós robat als moros, és l'animal del Cavaller Salvatge que l'arrossega d'una corda lligada al coll. Fa pudor i molesta al Cec de Cabrera, per això els fa caminar una mica separat d'ell. El públic el prenen pel mateix dimoni.
- Soldadera: S'anomena Matilde i, igual que el Cavaller Salvatge, és l'encarregada de cuidar l'Ocell de foc. Mentre compleix la seva missió es va convertint en joglaressa. És l'única que coneix qui era el pare de l'Ocell de foc. Porta faldilles de color vermell i el cap ple de flors. Te veu de perola. Es dedica a tocar la pandereta, a ballar i a cantar. El seu nom ve de cobrar una soldada, un sou, un salari ja que cobra per cantar i ballar. Havia fet de dida de l'ocell de foc, l'havia alletat i a ensenyar a caminar i parlar.
- Vescomte de Peguera: També anomenat vescomte bandoler, és l'amo d'un castell situat a la zona on es desenvolupa la història. Aconsegueix quedar bé amb els seus convidats regalant-los coses que després els roba quan se'n van. És un dels nobles que pretén lluitar contra el rei Jaume.
- Rasclet: Home savi, que coneix la naturalesa i les seves virtuts. És un defensor dels seus ideals, viu apartat de la societat perquè el consideren un bruixot. Homenet de poca alçada que semblava un nan amb cara de fura, de color torrat pel sol, amb una llúpia al front,el nas punxegut, els ulls petits i mòbils de rata, la barbeta amb quatre pèls blancs, llargs i febles, de cabra, i la boca desdentegada. Portava un vestit llarg fins als peus com un frare tot apedaçat
- Escarnidor d'ocells: Antic membre de la colla del Cec de Cabrera que sap imitar el cant de més de 30 classes d'ocells. Fa més d'un any que va amb la colla i diuen que és un bon amic, alegre i valent. Tenia el bigoti ros, la barbeta punxeguda, prim i malairós. Havia ensenyat a l'ocell de foc a distingir i a estafer els cants de tots els ocells del país. Però es converteix amb un traïdor i accedeix a les intencions del compte de Peguera.
- Berenguer de Foix: prior del monestir de Sant Benet de Bages.
- Arnau de Rocablanca: company de viatge de l'heroi, l'Ocell de foc. Jove que somia convertir-se en cavaller i lluitar contra els moriscos al costat del rei Jaume el Conqueridor. Està enamorat de la filla del vescomte de Peguera, anomenada Carmesina.
- Careta de lluna : un company de monestir.
- Biel : un company de monestir.
- Bastaix de la Riba : escolà i company de monestir.
- Aicart de Carcassona : Trobador assassinat pels francesos.
- Duc de Rocabruna
- Cavall Florit : cavall vell i malalt que va venir a refugiar-se a l'ermita de santa maria de reton de la batalla de Muret on va morir el seu cavaller, diuen que era el rei Perea la pota la tenia florida, un esqueix petit d'arç que havia arrelat i fet flors vermelles. Diuen perquè la seva pota havia tocat la sang del rei moribund. Des de llavors la gent pelegrinava per veure’l, està en una quadra al cantó d l'església.
- Oleguer de Masnou : Vell pelegrí, mestre d'aixa
- Guillem : Fill d'Oleguer de Masnou que es calafat
- Roger d'Hostalric : Nom fictici del Roc Destraler.
- Vell Tofonaire : Nom fictici d'en Rasclet.
- Carapicada : Nom fictici de l'ocell de foc, vailet geperut i carapicat.
- Carmesina : Filla del vescompte de Peguera.
- Febus Bacus de Ripoll.
- Germà Ot : Frare vell, calb i panxut, un monjo llec que els rep a l'entrada del monestir.
- Rossinyol : monjo mestre.
- Pare Benet de Girona.
- Cavaller deshabitat.

## Personatges històrics
- Rei En Jaume: Serà un futur rei que nasqué a Montpeller, la vespra de la Candelera.
- Rei Pere I de Catalunya i Aragó: Príncep jovenívol, galant, arrauxat que acabava de cobrir-se en glòria lluitant contra els moros del sud d'Espanya, a Las Navas. Va formar a Barcelona un exèrcit de mil cavallers, els millors guerrers d'Aragó i Catalunya.Era forçut i valent. Va morir en la batalla de Muret el setembre de 1213.
- Maria de Montpeller: mare d'En Jaume, dona del rei En Pere,
- Alfons d'Aragó : Avi d'En Jaume, comte de Barcelona i marquès de Provença, pare d'En Pere.
- Sança de castella: Dona d'Alfons, àvia d'En Jaume
- Guillem VIII de Montpeller ; Senyor de Montpeller, avi matern d'En Jaume i pare de la seva mare Maria.
- Manuel de Constantinoble: emperador de Constantinoble, va tenir una filla Eudòxia Comnena,àvia de Jaume I el Conqueridor.
- Comte Don Sanç: comte de Roselló.
- Don Ferrando
- Ramon Roger Trencavell: Vescompte de Carcassona assassinat pels francesos als cremats de Carcassona.
- Ramon Berenguer V: Comte de Provença.
- Innocent III
- Simó IV de Montfort
- Ricard Cor de Lleó: Va ser rei d'Anglaterra i duc d'Aquitània. Com a croat, va conquerir Xipre i va ocupar Sant Joan d'Acre.El rei de França i el seu propi germà, Joan "sense Terra", van conspirar contra ell i va haver de tornar de Palestina per recuperar el que li havien pres.
- Ramon VI: Comte de Tolosa, amic i vassall del rei Pere, a qui van anar a ajudar a la batalla de Muret per foragitar els invasors del nord.
- Lluís de França
- Domènec de Guzmán
- Leonor de Castella: Filla d'Alfons VIII i que casà amb el rei En Jaume.

## Castells
- Castell de Peguera
- Castell de Rocablanca
- Castell de Rocabruna

## Indrets
- Barcelona
- Llenguadoc
- Montpeller
- Provença
- Constantinoble
- Colònia
- Montsó
- Narbona
- Muret
- Montfort
- Besiers
- Carcassona
- Tolosa
- Albí
- Foix
- Garona
- Bolonya
- Orleans
- París
- Oxford
- Roma
- Salou
- Casserres
- Sant Fruitós
- Ripoll
- Lleida
- Girona
- Masnou
- Hostalric
- Japó
- Castella
- Catalunya
- Aragó
- França

## Batalles
- Batalla de Muret
- Las Navas de Tolosa

## Recepció
Amb més de trenta edicions, l'obra L'ocell de foc s'ha convertit en un clàssic de la literatura juvenil en català. Aquesta novel·la es va publicar per primera vegada l'abril de 1972 per la Editorial Laia.